# Pedro Nájera
Pedro Nájera Pacheco (Ciutat de Mèxic, 3 de febrer de 1929 - 21 d'agost de 2020) fou un futbolista mexicà.

## Selecció de Mèxic
Va formar part de l'equip mexicà a la Copa del Món de 1954.